# Dâncu Mic
Dâncu Mic – wieś w Rumunii, w okręgu Hunedoara, w gminie Mărtinești. W 2011 roku liczyła 112 mieszkańców.